# Tápiószentmárton
Tápiószentmárton é uma vila da Hungria, situada no condado de Peste. Tem 102,91 km² de área e sua população em 2019 foi estimada em 5.198 habitantes.